# Macrocera estonica
Macrocera estonica är en tvåvingeart som beskrevs av Landrock 1924. Macrocera estonica ingår i släktet Macrocera och familjen platthornsmyggor. Arten har ej påträffats i Sverige. Inga underarter finns listade i Catalogue of Life.